# Bloch MB 300
Il Bloch MB 300 Pacifique era un aereo da trasporto passeggeri di linea trimotore ad ala bassa sviluppato dall'azienda francese Société des Avions Marcel Bloch negli anni trenta del XX secolo e rimasto allo stadio di prototipo.

## Storia del progetto

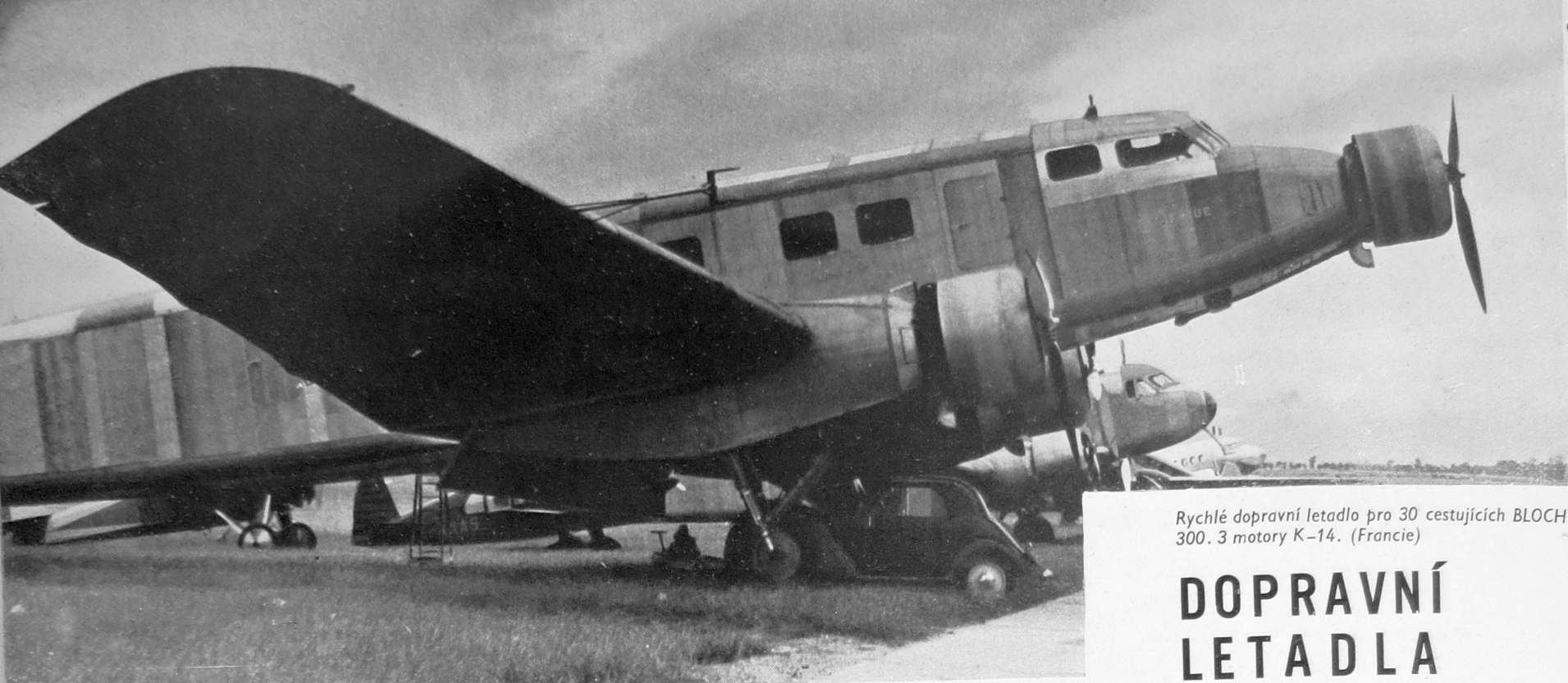
Il prototipo dello MB 300 Pacifique con motori Gnome-Rhône 14Kfrs 1 Mistral Major.

L'incidente al prototipo del Dewoitine D.332 Émeraude, avvenuto il 15 gennaio 1934, portò all'annullamento di una commessa relativa a cinque esemplari del derivato di serie D.334 destinati all'Air France e il Ministero dell'aviazione francese emise un nuovo programma denominato trimoteurs rapides de 30 places. Due furono i progetti presentati, il Dewoitine D.620 e il Bloch MB.300.
La Marcel Bloch portò avanti il programma MB 300 Pacifique parallelamente al bimotore Bloch MB 220. Lo MB 300 conservava l'ala del bombardiere Bloch MB 210 associata a una fusoliera ridisegnata e a nuovi impennaggi di coda. Si trattava di un monoplano trimotore ad ala bassa, di costruzione interamente metallica, con carrello di atterraggio retrattile convenzionale e flap divisi. La fusoliera era a sezione rettangolare con sommità arrotondata, con i posti a sedere per i passeggeri posizionati in file di quattro affiancati, divisi in due parti da un corridoio centrale di 55 cm. La cabina poteva contenere 30 passeggeri ed era divisa in tre sezioni: “prima classe”, con otto posti, un bar, poi sei posti; e “seconda classe”, con 16 posti. Le stive dei bagagli erano nella fusoliera inferiore. La cabina di pilotaggio era stata progettata per un equipaggio di quattro persone: due piloti, operatore radio e navigatore. L'aereo era alimentato da tre motori Gnome-Rhône 14Kfrs 1 Mistral Major da 915 hp.
Il prototipo fu costruito a Courbevoie e assemblato a Villacoublay a partire dal luglio 1935. Andò in volo per la prima volta il 16 novembre nelle mani di André Curvale e Jean Lapeyre.
Al termine di una prima serie di collaudi del produttore, il prototipo, che aveva ricevuto la immatricolazione temporanea F-AONB, ritornò in fabbrica per subire varie modifiche: allungamento della fusoliera di 31 cm (24,9 m), modifica del diedro alare associato a una leggera riduzione nelle dimensioni dell'impennaggio e soprattutto l'installazione di silent block sui supporti motore per ridurre le vibrazioni in cabina. Ritornò in volo il 2 febbraio 1936, quando l'Air France aveva già cessato di interessarsi al programma dei trimotori veloci da 30 posti a favore del Dewoitine D.338. Trasferito al Centre d'essais du matériel aérien (CEMA) nel luglio 1936, l'unico MB.300, che nel frattempo era stato soprannominato "La Grosse Julie" dalle squadre dei tecnici, raggiunse il centro prove di Marignane alla fine di novembre del 1936.
Al termine di nuove modifiche, l'MB 300 lasciò la fabbrica il 24 marzo 1937 con un impennaggio di coda maggiorato, motori Gnome e Rhône 14N-16/17, e un nuovo disegno della cabina che riduceva il numero di passeggeri da 30 a 24 (8 anteriori, 8 centrali, bar incluso, e 8 posteriori). Con questi propulsori la velocità massima era di 350 km/h, quella di stallo di 100 km/h, quella di atterraggio di 75 km/h, il peso a vuoto era di 9.000 kg mentre quello massimo al decollo di 13.580 kg, mentre l'autonomia era di 1.000 km. Rimandato al CEMA, ottenne il certificato di aeronavigabilità con una nuova immatricolazione: F-AOUI. La compagnia aerea Air France, prima di qualsiasi ordine di produzione, richiese una prova di resistenza di 100 ore di volo, e il prototipo fu noleggiato dalla compagnia nazionale all'inizio di ottobre 1937 e affidato a Lionel de Marmier, capo pilota dell'Air France, con André Curvale incaricato di assisterlo. Questi test di resistenza furono effettuati sulla tratta Parigi-Tolosa-Marsiglia e ritorno. Allo scoppio della guerra civile spagnola il velivolo fu poi acquistato dai Repubblicani e se ne persero le tracce.

## Utilizzatori

### Civili
Francia
- Air France

### Annotazioni
1. ↑  Si trattava di motori radiali a 14 cilindri, raffreddati ad aria, eroganti la potenza di 915 hp (682 kW) a 1.750 m ed azionanti eliche tripala metalliche a passo variabile.

### Fonti
1. 1 2 3 4  L'Aérophile n.2, février 1936, p. 29.
2. 1 2  Grey 1938, p. 107c-108c.
3. 1 2 3 4 5 6 7 8 9 10 11 12 13 14 15  Dassault Aviation.